# Drugethové

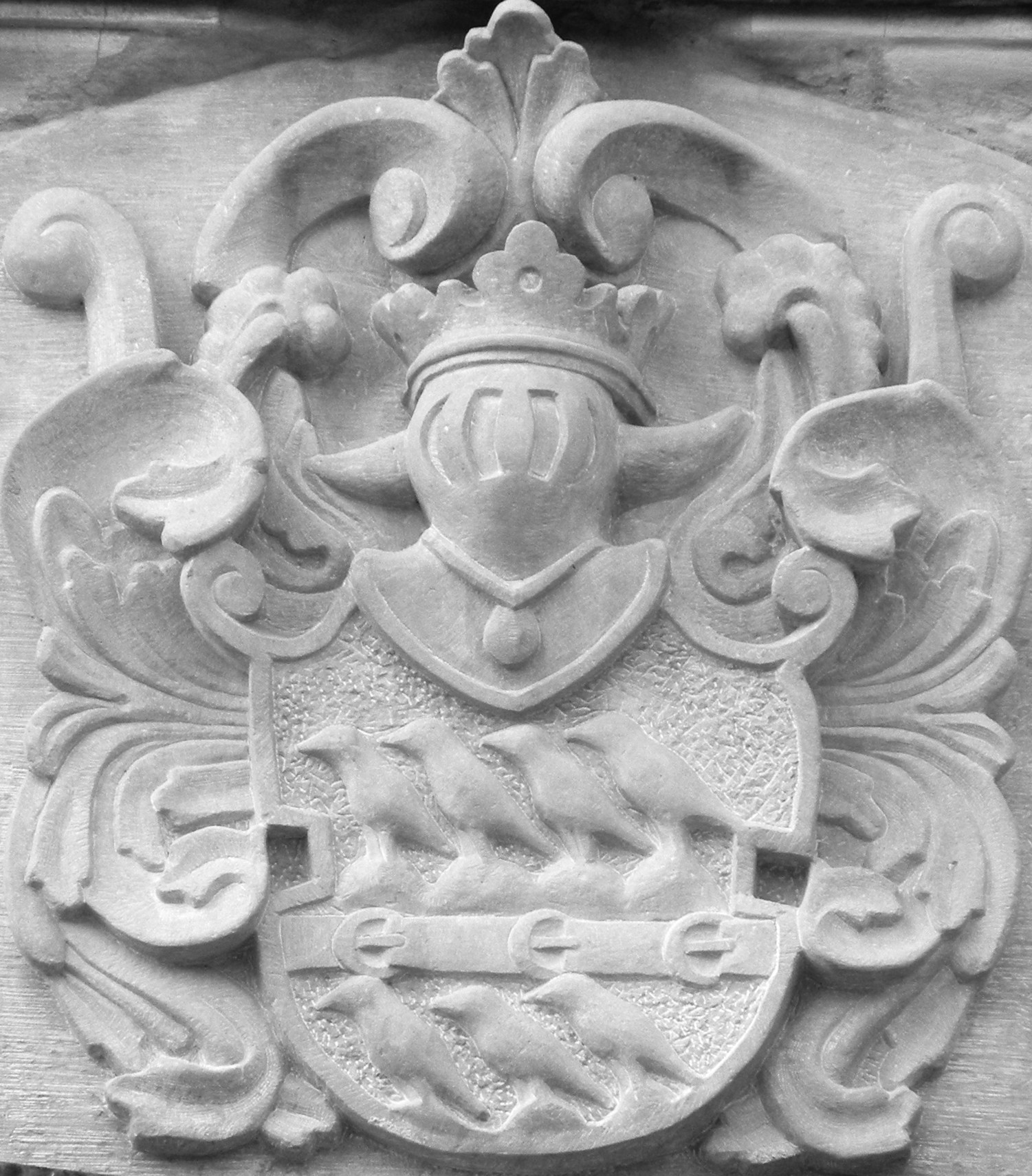
Erb Zikmunda II. Drugeta (úplný), posledního mužského člena rodu

Drugethové z Humenného (maďarsky Drugethok de Homonna, nebo Drugeth család, slovensky Drugetovci) je šlechtický rod francouzsko-neapolského původu ze Salerna u Neapole. Jeho členové Filip a Jan přišli počátkem 14. stol. do Uherska spolu s králem Karlem Robertem z Anjou. Rod vymřel po meči roku 1684.

## Rodokmen (uherský)
- Filip I. (Fülöp) * 1288 - † 1327, palatin; m. Markéta (floruit 1340)
  - Klára (fl. 1351) m. Ákos Mikosfi (fl. 1351)
- Jan I. (János) † 1334, palatin
  - Vilém (Willerm, Vilmos) † 1342, palatin; m. Marie Follyová (fl. 1330-55)
  - Mikuláš I. (Miklós) Drugeth de GERENA † 1355, zemský soudce
    - Jan III. (János), † 1374; m. Kateřina (Katalin, fl. 1381-1411)
      - Mikuláš III. (Miklós), † 1379/80; m. Zsuzsanna
      - Ladislav II. (László), † 1397/98
      - Paska, fl. 1384-1427; m. Ladislav (László) Lackffy († před 1398)
      - Marie, fl. 1384-1436

    - Ladislav I. (László), fl. 1371

  - Jan II. (János Drugeth de Homonna), fl. 1343-61
    - Šebestián (Sebestyén), fl. 1361
    - Jan IV. (János), † 1400/02; m. Helena (Ilona) Paksi (fl. 1402-23)
      - Štěpán I. (László), fl. 1387-94
      - Jan III. (János), fl. 1398-1415
      - Filip II. (Fülöp), fl. 1400-18
      - Markéta, fl. 1419, m. Jan Báthory de Somlyó (fl. 1382-1419)
      - Anna, fl. 1419, m. Ladislav (László) Telegdi (fl. 1393-1419)
      - Hedvika, fl. 1419

    - Mikuláš II. (Miklós)
      - Bartoloměj I. (Bertalan, Bertók), † 1411/13
      - Zikmund I. (Zsigmond), † 1430/34; m. Uršula (Orsolya), (fl. 1436-38)
        - Bartoloměj II. (Bertalan), fl. 1434-66; m. Anglis Rozgonyi (fl. 1453-72)
          - Ladislav III. (László), † 1484; m. Hedvika, dcera Stanislava, haličský vajda
          - Kateřina, fl. 1486-98; m. János Bánffy z Lendavy (fl. 1484)

      - Štěpán II. (Drugeth István, de Homonna), fl. 1411-66; m. Kateřina (fl. 1436)
        - Jan VII. (János)
          - František II. (Ferenc), † 1532
          - Kateřina (Katalin), fl. 1522; m. Jan Drágffy de Béltek († v bitvě u Moháče 29. srpen 1526)
          - Jiří I., † asi 1548; 1m: 22. červen 1526 Uršula Ráskay de Raška († 18. září 1528); 2m: Anna Tárczay († 1567)
            - Magdalena, † 17. červenec 1527
            - František III. (Ferenc), fl. 1552; 1m: bar. Magdalena Révaiová ze Sklabiňa et Blatnice; 2m: Alžběta Perényiová z Perényi
              - Eufrozína Báthoryová (Fruzsina Báthori); m. Štěpán Báthory z Ecsedu († 1605)
              - Jiří II., M. Eufrozina Dóczy de Nagylúcse
                - Alžběta (Erzsébet)
                - Jiří III. * 1583 - † 1620, m. Kateřina Nádasdy de Nádasdy et Fogarasföld (* asi 1594)
                  - Marie, † 1643; 1m: hr. Jiří (György) Széchy de Rimaszécs († 1625); 2m: baron András Szunyogh de Jeszenicze et Budethin († 1657)
                  - Alžběta, † před 1667; m. Pruszka 3. červen 1630 baron Ladislav (László) Révay de Trebosztó (* 7. únor 1600 - † 1667)
                  - Jan X. (János) hrabě Drugeth de Homonna, * 1609, † 22. listopad 1645; m. bar. Anna / KateřinaJakussith de Orbova
                    - Jiří IV., * 8. červen 1633 - † 9. říjen 1661; m. 1652 hraběnka Marie Esterházyová (* 2. únor 1638 - † 2. duben 1684)
                      - Valentýn, † 1691
                      - Jan
                      - Mikuláš
                      - Zikmund II. (Zsigmond), † 1684; m.hr. Terezie Keglevičová z Buzina
                        - Marie Klára; m. hr. Petr Zichy de Zich et Vásonykeö (* 1674 - † 1726)
                        - Barbora (Borbála)
                        - Juliana Tereza, * 1679 - † 1726; 1m: 1693 hr. Mikuláš Pálffy de Erdödy († 1706); 2m: 1709 hr. Michael Václav z Althannu (* 29. červenec 1668 - † 25. červenec 1738)

                      - Kristína

                    - Kateřina; 1m: hr. Adam Wesselényi de Hadad; 2m: Mikuláš Draškovič z Trakošćanu (* asi 1630 - † 1. listopad 1687, Bratislava); 3m: Mikuláš Csáky

            - Kašpar (Gáspár), fl. 1595, m. Klára Losoncziová
              - Kristýna; m. Jan Fügedy
              - Žofie; m. András Fügedy

          - Gabriel I., fl. 1535-51; 1m: Barbora Warka von Nopsitz; 2m: Eufrozina (Kristýna) Gyulaffy de Rátót
            - Markéta; m. Job Paksi
            - Štěpán V. (István)
              - Ladislav (László)
              - Valentýn I. (Bálint) * 1577 - † 1609
                - Štěpán VI. (István) + 1612

            - Kristýna
            - Klára; m. baron Ferenc Révay de Szklabina et Blathnicza († 1588)

          - Imrich I.
            - Mikuláš V. (Miklós), * asi 1538 - † po 30. srpnu 1580; m. Monyorókerék 9. leden 1569 Markéta Zrínyiová (* 1555 - † asi 1588)
              - Anna; m. Mihály Káthay
              - Alžběta; m. Petr Zborovszky

            - Jan (János)

          - Antonín I., fl. 1547-48; m. Anna Báthoryová de Somlyó
            - Mikuláš VI. (Miklós), fl. 1575
              - Barbora; m. Jiří (György) Warka von Nopsitz

            - Barbora; 1m: Márton Kecsethy; 2m: Ferenc Kendy (* asi 1500 - † 31. srpen 1558, Gyulafehérvár)

          - Štěpán IV. (István) m. Klára Báthoryová z Ecsedu († 1546)
            - Mikuláš IV. (Miklós) * 1546

          - Anežka (Ágnes); m. Imre Országh de Guth (fl. 1490-1533)
          - Kateřina

        - Kašpar I.
        - Barbora; m. Mikuláš Zólyomi de Albis (fl. 1489-98)
        - Alžběta; m. Mikuláš Losonczi († 1521/25)
        - Dcera; m. Štěpán Szapolyai, uherský palatin († 23. prosinec 1499, Pápa)

      - Helena (Ilona); m. Jiří (György) Dobi

    - Štěpán I. (István), fl. 1364
    - František I. (Ferenc), fl. 1364-87

## Zkratky
- * - Narodil (a) se
- † - zemřel (a)
- fl. - určitě žil (a)
- M. - Vdaná (á) za
- K.a. - Zabit v boji
- Ca - kolem